# Александър Драганов
Александър Иванов Драганов е български писател и преводач, собственик на фентъзи-портала „Цитаделата“.

## Биография
Александър Драганов е роден на 10 октомври 1984 година в град София. Родителите му са Карин Янакиева и Иво Драганов, кинокритици.
Като малък Драганов учи в VII СОУ „Свети Седмочисленици“, но средното си образование завършва в НГДЕК „Свети Константин Кирил Философ“, преди да стане бакалавър по културология и магистър по политически мениджмънт на СУ „Климент Охридски“.
Докато е ученик в 9-и клас, Драганов основава писателския фентъзи клуб „Дракон“, с който започва по-сериозните си творчески занимания. По-късно той се присъединява към Националния Клуб за Фентъзи и Хорър „Конан“, а впоследствие и към сайт „Цитаделата“, които се обединяват под неговото ръководство.
Първите му публикации са в списание „Фентъзи Фактор“, а по-късно и в сборниците „Звяр Незнаен“ и „Замъкът на престола“. През 2007 година Драганов издава първата си книга, детското фентъзи „Хрониките на Ралмия“.
Той е и основен съставител на сборниците от поредицата „Мечове“, във всеки от които излиза и негов разказ. Освен тях, Драганов гостува още в хорър-антологиите „До Ада и назад“, „Вдъхновени от краля“, „Писъци“ и „Вой“, като става член на писателския клуб „Лазарус“. Той е участник и в някои от риалити-романите на Българското Национално Радио като: „Коварна Варна“, „Стражите на съзвездие Пентаграм“ и водените от него „Вечер в скрития квартал“ и „Пациентът“.
През 2016 година Драганов издава втората си самостоятелна книга, сборникът „Сказания за Ледената планина“, който през 2017 се сдобива с продължение – романът „Черната корона“.
Освен като писател, Драганов е известен и като преводач на популярни фентъзи произведения като поредицата „Героите на Олимп“ от Рик Риърдън, „Ангел с часовников механизъм“ на Касандра Клеър, „Стъкленият трон“ от Сара Дж. Маас, „Духът на демона“ от Р. А. Салваторе, книги от вселената на „Междузвездни войни“ и други.

## Творчество

### Самостоятелни издания
Хрониките на Ралмия
1. „Перлата на феникса“ (2007) – ИК „Фентъзи Фактор“
2. „Чеда на Магията“ (2020) — Читанка
3. „Изумруда на Базилиска“ (2020) — Читанка

Ледената планина
1. „Сказания за Ледената планина“ (2016) – ИК „Гаяна“
2. „Черната корона“ (2017) – ИК „Гаяна“

### Участие в съвместни издания
- Списание „Фентъзи Фактор“ брой 6 (2002) – ИК „Фентъзи Фактор“
  - „Кошмар сред Руините“ – разказ
- Списание „Фентъзи Фактор“ брой 7 (2002) – ИК „Фентъзи Фактор“
  - „Пламъци от Ада“ – разказ
- Списание „Фентъзи Фактор“ брой 10 (2002) – ИК „Фентъзи Фактор“
  - FF NEWS подборка събития в НФ (съавтор Чавдар Ликов) – статия
- Списание „Фентъзи Фактор“ брой (2002) – ИК „Фентъзи Фактор“
  - „За славата на светлината“ – разказ
- „Звяр незнаен“ (2003) – ИК „Елф“
  - „Мечтата на стария рицар“ – разказ
- „Замъкът на престола“ (2006) – ИК „Фентъзи Фактор“
  - „Стария храм“ – разказ
- Алманах ФантАstika (2008) – ИК „Човешката библиотека“
  - Представяне на електронно списание „Цитаделата“ – статия
- Алманах ФантАstika (2009) – ИК „Човешката библиотека“
  - „Прочетохме вместо вас“ (съавтори Злат Торн, Владимир Полеганов) – статия
- „Мечове в леда“ (2011) – ИК „Екопрогрес“
  - „Сказания за Ледената планина“ – разказ
  - „Лихварят“ – разказ
- „До ада и назад“ (2011) – ИК „Екопрогрес“
  - „Нещото от кладенеца“ – разказ
- „Мечове в града“ (2013) – ИК „Екопрогрес“
  - „Тримата пазители и златната ябълка“ – разказ
- „Вдъхновени от краля“ (2014) – ИК „Гаяна“
  - „Земята под хълма“ – разказ
- „Мечове в морето“ (2014) – ИК „Екопрогрес“
  - „Тримата пазители и проклятието на морето“ – разказ
- „Мечове в космоса“ (2016) – ИК „Гаяна“
  - „Тримата пазители и тайната на луната“ – разказ
- „Писъци“ (2016) – ИК „Гаяна“
  - „Призраци и богове“ – разказ
- „Мечове във времето“ (2017) – ИК „Гаяна“
  - „Тримата пазители и замъкът на последния залез“ – разказ
- „Вой“ (2017) – ИК „Гаяна“
  - „Сладки сънища“ – разказ

### Преводач
- „Духът на демона“ Робърт А. Салваторе (2009) – ИК „ИнфоДар“
- „Досиетата на героя“ (авторска серия „Пърси Джаксън и боговете на Олимп“) Рик Риърдън (2011) – ИК „Егмонт България“
- „Ангел с часовников механизъм“ Касандра Клеър (2011) – ИК „Ибис“
- „Изчезналият герой“ (авторска серия: „Героите на Олимп“ №1) Рик Риърдън (2011) – ИК „Егмонт България“
- „Синът на Нептун“ (авторска серия: „Героите на Олимп“ №2) Рик Риърдън (2011) – ИК „Егмонт България“
- „Знакът на Атина“ (авторска серия: „Героите на Олимп“ №3) Рик Риърдън (2012) – ИК „Егмонт България“
- „Дневниците на героя“ Рик Риърдън (2012) – ИК „Егмонт България“
- „Домът на Хадес“ (авторска серия: „Героите на Олимп“ №4) Рик Риърдън – ИК „Егмонт България“
- „Демонската стража“ Конрад Мейсън (2013) – ИК „Артлайн Студиос“
- „Стъкленият трон“ Сара Дж. Маас (2014) – ИК „Егмонт България“
- „Бегемот“ Скот Уестърфийлд (2014) – ИК „Артлайн Студиос“
- „Кръвта на Олимп“ (авторска серия: „Героите на Олимп“ №5) Рик Риърдън (2014) – ИК „Егмонт България“
- „Мечът на лятото“ (авторска серия: „Магнус Чейс и боговете на Асгард“ №1) Рик Риърдън (2015) – ИК „Егмонт България“
- „Гръцките богове на Пърси Джаксън“ (авторска серия „Пърси Джаксън и боговете на Олимп“) Рик Риърдън (2015) – ИК „Егмонт България“
- „Железният изпит“ Холи Блек, Касандра Клеър (2015) – ИК „Егмонт България“
- „Медната ръкавица“ Холи Блек, Касандра Клеър (2015) – ИК „Егмонт България“
- „Чукът на Тор“ (авторска серия: „Магнус Чейс и боговете на Асгард“ №2) Рик Риърдън (2016) – ИК „Егмонт България“
- „Скритият оракул“ (авторска серия: „Изпитанията на Аполон“ №1) Рик Риърдън (2016) – ИК „Егмонт България“
- „Бронзовият ключ“ Холи Блек, Касандра Клеър (2016) – ИК „Егмонт България“
- „Тъмен чирак“ (издателска поредица „Междузвездни войни“) Кристи Голдън (2016) – ИК „Егмонт България“
- „Тъмното Пророчество“ (авторска серия: „Изпитанията на Аполон“ №2) Рик Риърдън (2017) – ИК „Егмонт България“
- „Rogue One: История от Междузвездни войни“ (издателска поредица „Междузвездни войни“) Александър Фрийд (2017) – ИК „Егмонт България“
- „Асока“ (издателска поредица „Междузвездни войни“) Е. К. Джонстън (2017) – ИК „Егмонт България“

### Съставител
- Колекция на НКФХ „Цитаделата“
  - „Мечове в леда“ (2011) – ИК „Екопрогрес“
  - „Мечове в града“ (2013) – ИК „Екопрогрес“
  - „Мечове в морето“ (2014) – ИК „Екопрогрес“
  - „Мечове в космоса“ (2016) – ИК „Гаяна“
  - „Мечове във времето“ (2017) – ИК „Гаяна“